# 리테시 데시무크
리테시 데시무크(Riteish Deshmukh, 1978년 12월 17일 ~ )는 인도의 배우이다.